# Copa de la Reina de Fútbol 2007
La Copa de la Reina de Fútbol 2006-07 se disputó entre el 3 y el 30 de junio de 2007.
El Levante UD se proclamó campeón, logrando así el doblete.

## Sistema de competición
Como en ediciones anteriores, tomaron parte en el torneo los clubes que finalizaron entre los ocho primeros clasificados de la Superliga 2006/07.
La competición se desarrolló por sistema de eliminación directa, con partidos a doble vuelta, excepto la final, jugada a partido único en terreno neutral

## Cuadro de resultados
|  | Cuartos de final   | Cuartos de final | Cuartos de final |   |                | Semifinales               | Semifinales               | Semifinales               |  |            | Final       | Final       |  |
|  | 3 - 9 de junio     | 3 - 9 de junio   | 3 - 9 de junio   |   |                | 17 de junio - 24 de junio | 17 de junio - 24 de junio | 17 de junio - 24 de junio |  |            | 30 de junio | 30 de junio |  |
|  |                    |                  |                  |   |                |                           |                           |                           |  |            |             |             |  |
|  |                    |                  |                  |   |                |                           |                           |                           |  |            |             |             |  |
|  | Sevilla FC         | 2                | 2                |   |                |                           |                           |                           |  |            |             |             |  |
|  | Sevilla FC         | 2                | 2                |   |                |                           |                           |                           |  |            |             |             |  |
|  | At. Madrid Féminas | 1                | 1                |   |                |                           |                           |                           |  |            |             |             |  |
|  | At. Madrid Féminas | 1                | 1                |   | Sevilla FC     | 2                         | 1                         |                           |  |            |             |             |  |
|  |                    |                  |                  |   | Sevilla FC     | 2                         | 1                         |                           |  |            |             |             |  |
|  |                    |                  | Levante UD       | 1 | 3              |                           |                           |                           |  |            |             |             |  |
|  | Athletic Club      | 1                | Levante UD       | 1 | 3              | 1                         |                           |                           |  |            |             |             |  |
|  | Athletic Club      | 1                |                  |   |                |                           |                           |                           |  |            |             |             |  |
|  | Levante UD         | 1                | 4                |   |                |                           |                           |                           |  |            |             |             |  |
|  | Levante UD         | 1                | 4                |   |                |                           |                           |                           |  | Levante UD | 3           |             |  |
|  |                    |                  |                  |   |                |                           |                           |                           |  | Levante UD | 3           |             |  |
|  |                    |                  | RCD Espanyol     | 1 |                |                           |                           |                           |  |            |             |             |  |
|  | Rayo Vallecano     | 1                | RCD Espanyol     | 1 | 2              |                           |                           |                           |  |            |             |             |  |
|  | Rayo Vallecano     | 1                |                  |   |                |                           |                           |                           |  |            |             |             |  |
|  | AD Torrejón CF     | 1                | 0                |   |                |                           |                           |                           |  |            |             |             |  |
|  | AD Torrejón CF     | 1                | 0                |   | Rayo Vallecano | 2                         | 1                         |                           |  |            |             |             |  |
|  |                    |                  |                  |   | Rayo Vallecano | 2                         | 1                         |                           |  |            |             |             |  |
|  |                    |                  | RCD Espanyol     | 2 | 3              |                           |                           |                           |  |            |             |             |  |
|  | RCD Espanyol       | 4                | RCD Espanyol     | 2 | 3              | 2                         |                           |                           |  |            |             |             |  |
|  | RCD Espanyol       | 4                |                  |   |                |                           |                           |                           |  |            |             |             |  |
|  | CF Irex Puebla     | 0                | 2                |   |                |                           |                           |                           |  |            |             |             |  |
|  | CF Irex Puebla     | 0                | 2                |   |                |                           |                           |                           |  |            |             |             |  |
|  |                    |                  |                  |   |                |                           |                           |                           |  |            |             |             |  |

## Final
| 30 de junio de 2007, 12:30 (CET) | Levante UD                              | 3:1 (2:0) | RCD Espanyol | Estadio Municipal García de la Mata, Madrid                   |                                                               |
|                                  | Mari Paz Vilas 24' 36' · Recarte 90'+1' |           | Adriana 2'   | Asistencia: 500 espectadores Árbitro(s): Enrique Ortíz Blanco | Asistencia: 500 espectadores Árbitro(s): Enrique Ortíz Blanco |